# Geigeria acaulis
Geigeria acaulis là một loài thực vật có hoa trong họ Cúc. Loài này được Benth. & Hook.f. ex Vatke mô tả khoa học đầu tiên năm 1875.